# Società Sportiva Arezzo 2019-2020
Questa voce raccoglie le informazioni riguardanti la Società Sportiva Arezzo nelle competizioni ufficiali della stagione 2019-2020.

## Stagione
Nella stagione 2019-2020 l'Arezzo disputa il girone A del campionato di Serie C. Un torneo che non ha visto una conclusione consueta. Anche il mondo del calcio, in questa stagione ha dovuto fare i conti con la pandemia da Covid-19, che ha sconvolto il mondo intero. Sono stati portati a termine con molta fatica i due massimi campionati, mentre la Serie C ha dovuto trovare un compromesso per salvare la stagione. Il torneo disputa le prime 27 giornate, viene sospeso il 23 febbraio per l'aggravarsi della situazione sanitaria, e non sarà più ripreso. L'8 giugno il Consiglio Federale decide di omologare i risultati dei tre gironi di Serie C, con Monza, L.R. Vicenza e Reggina promosse dirette, mentre a fine giugno si sono disputati Play-off e Play-out, per completare le griglie finali, da giocare in gare uniche. L'Arezzo al momento della sospensione è decimo con 37 punti in 27 gare. Potrebbe disputare i Play-off, a partire da Siena il 30 giugno, ma dopo quattro mesi di sospensione, decide di non disputarli, puntando a preparare al meglio la prossima stagione, ormai alle porte. Allenato da Daniele Di Donato l'Arezzo ad agosto ha disputato la Coppa Italia nazionale nella quale riesce a superare il primo turno (1-0) alla Turris, poi nel secondo turno esce dal torneo perdendo (4-3) a Crotone. Nella Coppa Italia di Serie C subito fuori nei sedicesimi, perdendo (2-0) a Siena.

## Divise e sponsor
Lo sponsor tecnico per la stagione 2019-2020 è Nike, mentre gli sponsor ufficiali sono Unoaerre e Chimet.

## Organigramma societario
Area direttiva
- Presidente: Giorgio La Cava

Area organizzativa
- Team manager: Marco Capaccioli

Area tecnica
- Allenatore: Daniele Di Donato
- Allenatore in seconda: Carlo Tebi
- Preparatori atletici: Francesco Carchedi, Jacopo Petrucci
- Preparatore dei portieri: Francesco Franzese
- Magazzinieri: Giovanni Sarrini, Alessandro Scolari, Ottorina Gallorini -

Area sanitaria
- Massaggiatori: Cosimo Alfieri, Salvatore Gnisci

## Rosa
| N. |                    | Ruolo | Calciatore                |
| -- | ------------------ | ----- | ------------------------- |
| 1  | Italia (bandiera)  | P     | Marco Pissardo            |
| 2  | Italia (bandiera)  | D     | Luca Mosti                |
| 3  | Italia (bandiera)  | D     | Samuele Sereni            |
| 4  | Irlanda (bandiera) | D     | Ryan Nolan                |
| 5  | Italia (bandiera)  | D     | Diego Borghini            |
| 6  | Italia (bandiera)  | C     | Alberto Picchi            |
| 7  | Italia (bandiera)  | C     | Niccolò Belloni           |
| 8  | Italia (bandiera)  | C     | Fabio Foglia              |
| 9  | Italia (bandiera)  | A     | Antonio Mesina            |
| 10 | Italia (bandiera)  | A     | Aniello Cutolo (capitano) |
| 11 | Italia (bandiera)  | A     | Andrea Zini               |
| 12 | Italia (bandiera)  | P     | Andrea Casini             |
| 13 | Italia (bandiera)  | D     | Luca Ceccarelli           |
| 14 | Italia (bandiera)  | A     | Alessandro Piu            |
| 15 | Italia (bandiera)  | C     | Adriano Sbarzella         |
| 16 | Italia (bandiera)  | D     | Alessio Luciani           |

| N. |                   | Ruolo | Calciatore           |
| -- | ----------------- | ----- | -------------------- |
| 17 | Italia (bandiera) | D     | Marco Barbini        |
| 18 | Italia (bandiera) | A     | Gabriele Gori        |
| 19 | Italia (bandiera) | D     | Niccolò Corrado      |
| 20 | Italia (bandiera) | A     | Giuseppe Caso        |
| 21 | Italia (bandiera) | C     | Massimiliano Benucci |
| 22 | Italia (bandiera) | P     | Riccardo Daga        |
| 23 | Italia (bandiera) | A     | Mattia Rolando       |
| 24 | Italia (bandiera) | D     | Lorenzo Burzigotti   |
| 25 | Italia (bandiera) | C     | Christian Sussi      |
| 26 | Italia (bandiera) | A     | Luca Pandolfi        |
| 27 | Italia (bandiera) | D     | Marco Baldan         |
| 28 | Italia (bandiera) | C     | Gabriele Raja        |
| 29 | Italia (bandiera) | C     | Lorenzo Tassi        |
| 30 | Italia (bandiera) | A     | Walid Cheddira       |
| 31 | Italia (bandiera) | C     | Giovanni Volpicelli  |
| 33 | Italia (bandiera) | A     | Simone Dell'Agnello  |

## Risultati

### Serie C - girone A

#### Girone di andata
| Arbitro: | Saia (Palermo) |

|                                      |           |              |
| Borghini 2’ Cutolo 9’ M. Rolando 27’ | Marcatori | 37’ Marchesi |

| Arbitro: | Luciani (Roma) |

|          |           |  |
| Udoch 3’ | Marcatori |  |

| Arbitro: | Angelucci (Foligno) |

|           |           |                             |
| Foglia 4’ | Marcatori | 8’ Dany Mota 45+2’ Clemenza |

| Arbitro: | Cascone (Nocera Inferiore) |

|                     |           |             |
| Bortoluz 78’ (rig.) | Marcatori | 49’ Belloni |

| Arbitro: | Di Cairano (Ariano Irpino) |

|  |           |          |
|  | Marcatori | 54’ Cori |

| Como 25 settembre 2019 6ª giornata | Como            | 0 – 0 | Arezzo | Stadio Giuseppe Sinigaglia\| Arbitro: \| Moriconi (Roma) \| |
| Arbitro:                           | Moriconi (Roma) |       |        |                                                             |

| Arbitro: | Monaldi (Macerata) |

|                             |           |                |
| G. Gori 25’, 69’ Cutolo 54’ | Marcatori | 28’ E. Defendi |

| Arbitro: | Marchetti (Ostia Lido) |

|  |           |                                                        |
|  | Marcatori | 3’ A. Brighenti 13’ Palazzi 33’ Sampirisi 44’ D'Errico |

| Arbitro: | Carella (Bari) |

|               |           |            |
| Guidone 90+6’ | Marcatori | 62’ Baldan |

| Arbitro: | Maggio (Lodi) |

|             |           |            |
| G. Gori 58’ | Marcatori | 44’ Eusepi |

| Arbitro: | De Santis (Lecce) |

|             |           |                    |
| Cecconi 59’ | Marcatori | 32’ (rig.) Belloni |

| Arbitro: | Collu (Cagliari) |

|                     |           |  |
| Cutolo 38’ Caso 63’ | Marcatori |  |

| Arbitro: | Longo (Paola) |

|                         |           |             |
| Serena 30’ De Cenco 87’ | Marcatori | 38’ G. Gori |

| Arbitro: | Repace (Perugia) |

|                        |           |             |
| G. Gori 27’ Cutolo 63’ | Marcatori | 83’ La Rosa |

| Arbitro: | Bitonti (Bologna) |

|                          |           |                 |
| Conson 53’ Infantino 65’ | Marcatori | 84’, 90’ Cutolo |

| Arbitro: | Perenzoni (Rovereto) |

|                                             |           |            |
| Corrado 55’ Cutolo 78’ (rig.), 90+2’ (rig.) | Marcatori | 49’ Sbraga |

| Arbitro: | Pascarella (Nocera Inferiore) |

|                |           |           |
| Stijepovic 36’ | Marcatori | 1’ Cutolo |

| Arbitro: | Delrio (Reggio Emilia) |

|             |           |  |
| Belloni 47’ | Marcatori |  |

| Arbitro: | Cosso (Reggio Calabria) |

|             |           |             |
| Plescia 46’ | Marcatori | 88’ G. Gori |

#### Girone di ritorno
| Arbitro: | Arace (Lugo di Romagna) |

|                             |           |                          |
| Strambelli 21’ Procopio 48’ | Marcatori | 63’ Cutolo 90+1’ G. Gori |

| Arezzo 19 gennaio 2020 21ª giornata | Arezzo           | 0 – 0 | Pianese | Stadio Città di Arezzo\| Arbitro: \| Collu (Cagliari) \| |
| Arbitro:                            | Collu (Cagliari) |       |         |                                                          |

| Arbitro: | Caldara (Como) |

|                 |           |  |
| Zanimacchia 58’ | Marcatori |  |

| Arbitro: | Zucchetti (Siena) |

|                                   |           |  |
| G. Gori 31’ Cutolo 34’ Foglia 68’ | Marcatori |  |

| Arbitro: | Scarpa (Collegno) |

|          |           |             |
| Cori 58’ | Marcatori | 22’ G. Gori |

| Arbitro: | Kumara (Verona) |

|                |           |                 |
| L. Tassi 90+5’ | Marcatori | 23’ Gabrielloni |

| Arbitro: | Zamagni (Cesena) |

|  |           |             |
|  | Marcatori | 28’ Belloni |

| Arbitro: | Natilla (Molfetta) |

|                         |           |              |
| A. Brighenti 40’ (rig.) | Marcatori | 26’ L. Tassi |

### Coppa Italia
| Arbitro: | Moriconi (Roma) |

|             |           |  |
| Belloni 56’ | Marcatori |  |

| Arbitro: | Pezzuto (Lecce) |

|                                                  |           |                                          |
| Barberis 2’ Simy 7’ Golemic 33’ Zak Ruggiero 73’ | Marcatori | 10’ Borghini 17’ (rig.) Belloni 23’ Zini |

#### Coppa Italia di Serie C
| Arbitro: | Meraviglia (Pistoia) |

|                          |           |  |
| D'Auria 27’ Polidori 73’ | Marcatori |  |